# Wydawnictwo Nowa Era
Wydawnictwo Nowa Era – wydawnictwo specjalizujące się w publikacji podręczników szkolnych, zeszytów ćwiczeń do oraz poradników dla nauczycieli. 

## Historia
Nową Erę założył Mariusz Koper w 1992 w Krakowie. Rok później centralę wydawnictwa przeniesiono do Warszawy. 65% udziałów posiadał Mariusz Koper, a resztę jego siostra – Roma Koper wraz z mężem po tym, jak w 2005 roku Wydawnictwo Nowa Era kupiło Wydawnictwo Arka należące do Romy Koper. W 2006 roku Nowa Era przejęła wydawnictwo edukacyjne Marek Rożak i firmę informatyczną Vulcan. W 2007 roku wydawnictwo zostało kupione przez fiński koncern medialny Sanoma Corporation (wcześniej SanomaWSOY). Z polskiego rynku pochodzi ok. 25% przychodów fińskiego koncernu.
99 procent przychodów wydawnictwa pochodzi ze sprzedaży podręczników. Firma jest liderem na rynku sprzedaży książek w Polsce, a także liderem na rynku podręczników szkolnych. W 2015 sprzedaż wyniosła 286 mln zł. Łączne nakłady w roku 2015 wyniosły 18,7 mln egzemplarzy, a sprzedaż 15,4 mln.
Od 2005 roku wydaje znany tygodnik dla dzieci Świerszczyk.

## Publikacje
Wydawnictwo Nowa Era wydaje podręczniki dla szkół podstawowych i ponadpodstawowych do języka polskiego, języka angielskiego, języka niemieckiego, matematyki, historii, wszystkich przedmiotów przyrodniczych, plastyki, wiedzy o społeczeństwie oraz edukacji dla bezpieczeństwa. Ponadto Nowa Era tworzy podręczniki dla szkół średnich do przedmiotów takich jak filozofia, biznes i zarządzanie. Wydawnictwo zajmuje się także podręcznikami do edukacji wczesnoszkolnej.